# Mezmar
En Arabie saoudite, l'Almezmar désigne une danse. Pratiquée pendant les célébrations, cette représentation est effectuée par des hommes munis de bâton. En 2016, à la suite d'une décision de l'UNESCO, « l'Almezmar, danse du bâton au son des tambours » est inscrit sur la liste représentative du patrimoine culturel immatériel de l'humanité,.

## Description

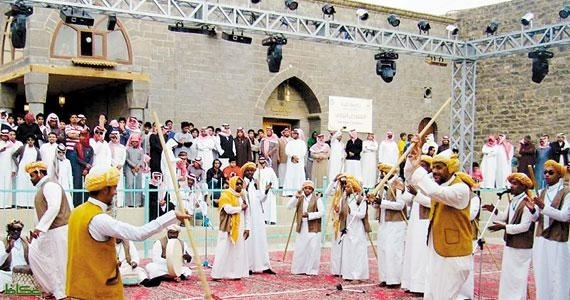
Performance, 2014

Dans la communauté hedjazie, Almezmar, ou Almizmar, est une danse pratiquée par un nombre d'hommes allant de quinze à cent, à l'occasion de mariage ou de fêtes nationales. Les participants font tournoyer des cannes en bambou, battent des tambours et frappent des mains, sur des chants dont les thèmes varient : l'amour, la chevalerie, l'héroïsme, la générosité ainsi que l'éloge. Avant l'époque contemporaine, cette pratique avait une connotation belliqueuse et compétitive. Elle est comparable à la danse tahtib, qui est exécutée au Soudan et en Égypte. En dépit du nom mizmar, qui désigne une flute, l'accompagnement musical ne comporte pas d'instrument à vent, mais du tambour et du chant.
Les praticiens, vêtus de longues robes blanches, se placent en deux rangées qui se font face. On jour du tambour et les chefs de rang interprètent des chants. Les deux rangées forment des chœurs qui se répondent. Pendant ce temps, des duos de danseurs font tournoyer des bâtons, parfois à proximité du feu ou d'objets.
Seuls les hommes se produisent : si les femmes peuvent confectionner les costumes ou chanter et danser à des occasions privées, les participants aux occasions publiques sont exclusivement masculins. La tradition se perpétue par l'observation et la pratique, par des groupes d'artistes. Des artisans fabriquent les tambours et les bâtons.

## Reconnaissance
En 2016, cet art intègre la liste représentative du patrimoine culturel de l'humanité à la suite d'une décision de l'Unesco, sous le nom officiel « L'Almezmar, danse du bâton au son des tambours ». La description rédigée par cette institution mentionne le caractère divertissant de cette pratique, le rôle qu'elle joue pour la mémoire collective, ainsi que les bénéfices fédérateur et identitaire.